# Syndrome de Panayiotopoulos
 Mise en garde médicale
Le syndrome de Panayiotopoulos (portant le nom du Dr CP Panayiotopoulos (en)) ou épilepsie occipitale bénigne à début précoce, est un trouble épileptique idiopathique rare lié à l'enfance qui survient exclusivement chez des enfants par ailleurs normaux (épilepsie idiopathique) et se manifeste principalement par des crises épileptiques avec une constellation de symptômes végétatifs et un état de mal épileptique dysautonomique. Un consensus d'experts a défini le syndrome de Panayiotopoulos comme « un trouble de crise focale bénigne lié à l'âge survenant au début et au milieu de l'enfance. Elle se caractérise par des crises, souvent prolongées, avec des symptômes principalement végétatifs, et par un EEG [électroencéphalogramme] qui montre des foyers changeants et/ou multiples, souvent avec une prédominance occipitale. »

## Signes et symptômes
Le syndrome de Panayiotopoulos survient exclusivement chez des enfants par ailleurs normaux et se manifeste principalement par des crises d'épilepsie peu fréquentes, avec une constellation de symptômes neurovégétatifs, et un état de mal épileptique dysautonomique,,,. Les crises commencent entre 1 et 14 ans, 76 % commençant entre 3 et 6 ans. Les crises dysautonomiques consistent en des épisodes de perturbation de la fonction neurovégétative, avec nausées, haut-le-cœur et vomissements comme symptômes prédominants. Les autres manifestations dysautonomiques comprennent la pâleur (ou, moins souvent, les bouffées vasomotrices ou la cyanose), la mydriase (ou, moins souvent, le myosis), les altérations cardiorespiratoires et thermorégulatrices, l'incontinence d'urine et/ou de selles, l'hypersalivation et les modifications de la motilité intestinale. Dans environ une crise sur cinq, l'enfant devient inconscient et flasque (crises d'épilepsie de type syncope ou syncope critique) avant ou souvent sans convulsions. Des crises d'épilepsie de type syncope (syncope critique) avec un enfant devenant « complètement inconscient et flasque comme une poupée de chiffon » surviennent dans un cinquième des crises. Des symptômes de crise plus conventionnels apparaissent souvent après le début des manifestations neurovégétatives. L'enfant, qui était initialement pleinement conscient, devient confus et ne répond plus. Les yeux se tournent d'un côté ou sont largement ouverts, regardant dans le vague. Seule la moitié des crises se terminent par de brèves convulsions latéralisées ou des convulsions généralisées. Les symptômes neurovégétatifs peuvent être les seules caractéristiques des crises. Aucun des symptômes ci-dessus n'est à lui seul une condition préalable au diagnostic. Les crises récurrentes peuvent ne pas être stéréotypées. Le même enfant peut avoir des convulsions brèves ou prolongées et les manifestations dysautonomiques peuvent être graves ou discrètes. La triade émétique complète (nausées, haut-le cœur, vomissements) aboutit à des vomissements dans 74 % des crises ; dans d'autres, il n'y a que des nausées ou des haut-le cœur et dans quelques-uns, aucun des symptômes émétiques ne survient. 
La plupart des crises sont prolongées et la moitié d'entre elles durent plus de 30 minutes, constituant ainsi un état de mal épileptique dysautonomique, qui est l'état de mal épileptique non convulsif le plus courant chez les enfants normaux. De manière caractéristique, même après les crises les plus sévères et l'état de mal épileptique dysautonomique, l'enfant est normal après quelques heures de sommeil, ce qui est à la fois diagnostique et rassurant. Cependant, il a été rapporté en 2015 que quelque temps après l'état de mal épileptique chez les enfants atteints du syndrome de Panayiotopoulos, a) la croissance des lobes frontaux et préfrontaux est légèrement ralentie et b) les scores aux tests neuropsychologiques sont diminués.
Des convulsions latéralisées focales ou des convulsions généralisées se produisent dans près de la moitié des crises. Celles-ci sont généralement plus courtes que les manifestations neurovégétatives précédemment décrites, mais dans quelques cas a) elles peuvent être prolongées et constituer un état de mal épileptique ou b) les manifestations dysautonomiques précédemment décrites sont brèves et non apparentes.
Les crises peuvent survenir à tout moment, mais elles sont plus fréquentes pendant le sommeil.

## Étiologie
Le syndrome de Panayiotopoulos est probablement génétiquement déterminé, bien que les influences génétiques conventionnelles puissent être moins importantes que d'autres mécanismes. Habituellement, il n'y a pas d'antécédents familiaux de crises similaires, bien que des frères et sœurs atteints du syndrome de Panayiotopoulos ou du syndrome de Panayiotopoulos et de l'épilepsie rolandique ou, moins fréquemment, du syndrome de Panayiotopoulos et de l'épilepsie occipitale idiopathique infantile de Gastaut aient été signalés. La prévalence des crises fébriles est élevée (environ 17 %).
Des mutations de SCN1A ont été rapportées chez un enfant et chez deux frères et sœurs avec une apparition relativement précoce des crises, une période prolongée pendant laquelle de nombreuses crises se sont produites et une forte association de crises avec des facteurs déclenchants fébriles, même après l'âge de 5 ans. Cependant, aucune mutation de ce type n'a été trouvée dans une autre fratrie et dans de nombreux autres cas de syndrome de Panayiotopoulos typique. Ces données indiquent que les mutations SCN1A, lorsqu'elles sont trouvées, contribuent à un phénotype clinique plus sévère du syndrome de Panayiotopoulos.

## Physiopathologie
Dans le syndrome de Panayiotopoulos, il existe une hyperexcitabilité corticale multifocale diffuse, qui est liée à l'âge (maturation). Cette épileptogénicité diffuse peut être inégalement répartie, prédominant dans une zone souvent postérieure. Les décharges épileptiques dans le syndrome de Panayiotopoulos, indépendamment de leur localisation au début, activent les centres émétiques et neurovégétatifs avant toute autre manifestation de crise néocorticale conventionnelle. Une explication à cela est que les enfants sont sensibles aux troubles dysautonomiques comme illustré par le syndrome des vomissements cycliques, qui est une affection non épileptique spécifique à l'enfance.
Le syndrome de Panayiotopoulos et toutes les autres crises focales bénignes de l'enfance, avec l'épilepsie rolandique comme principal représentant, sont probablement liés en raison d'un trouble fonctionnel commun, génétiquement déterminé, léger et réversible du processus de maturation corticale cérébrale que Panayiotopoulos a proposé comme « syndrome bénin de susceptibilité aux crises convulsives ». Les diverses manifestations de l'EEG et des crises suivent souvent une localisation liée à l'âge (maturation). Le syndrome de Panayiotopoulos est probablement le phénotype d'apparition précoce du syndrome bénin de sensibilité aux crises d'épilepsie. Au cours d'une crise dysautonomique enregistrée, il y a eu une légère augmentation de la pression artérielle (+5/4 mmHg, systolique/diastolique), des augmentations prononcées de la fréquence cardiaque (+59 battements par minute, bpm) comme des concentrations plasmatiques de noradrénaline (+242 pg/mL), d'épinéphrine (+175 pg/mL) et de vasopressine (+22,1 pg/mL) ; la glycémie était également élevée (206 mg/dL). L'augmentation significative des concentrations plasmatiques de vasopressine peut expliquer les symptômes émétiques neurovégétatifs.

## Diagnostic

### Tests diagnostiques
Le déterminant le plus important des examens neurodiagnostiques est l'état de l'enfant au moment de la première consultation médicale : 
1. l'enfant a une crise brève ou prolongée du syndrome de Panayiotopoulos mais se rétablit complètement avant d'arriver au service des urgences ou d'être vu par un médecin. Un enfant présentant les caractéristiques cliniques distinctives du syndrome de Panayiotopoulos, en particulier l'ictus emeticus et les crises prolongées, peut ne pas avoir besoin d'autres investigations que l'EEG. Cependant, comme environ 10 % à 20 % des enfants ayant des crises similaires peuvent avoir une pathologie cérébrale, une IRM peut être nécessaire ;
2. l'enfant, avec une crise prolongée typique du syndrome de Panayiotopoulos, se rétablit partiellement alors qu'il est encore au stade post-critique, fatigué, légèrement confus et somnolent à son arrivée au service des urgences ou lorsqu'il est vu par un médecin. L'enfant doit être gardé sous surveillance médicale jusqu'à ce qu'il soit complètement rétabli, ce qui se produit généralement après quelques heures de sommeil. Les lignes directrices sont alors les mêmes qu'au point (1) ci-dessus ;
3. l'enfant est amené aux urgences ou est examiné par un médecin alors que les symptômes critiques persistent. C'est la situation la plus difficile et la plus complexe. Il peut y avoir des symptômes sévères s'accumulant successivement, qui nécessitent une évaluation rigoureuse et expérimentée. La crise peut être très sévère, avec des symptômes s'accumulant successivement, des convulsions peuvent survenir et un enfant qui ne répond plus et flasque exige une évaluation rigoureuse et expérimentée. Les troubles aigus les plus importants dans le diagnostic différentiel comprennent l'encéphalite, ou un état encéphalopathique de causes telles que les infections, les troubles métaboliques (anomalie congénitale ou autres, telles que l'hypoglycémie), l'augmentation de la pression intracrânienne, etc. Les antécédents d'une précédente crise similaire sont rassurants et peuvent surseoir d'autres examens.

Électroencéphalographie (EEG). L'EEG est le seul examen complémentaire présentant des résultats anormaux, montrant généralement plusieurs pointes dans divers endroits du cerveau (figure),,,. Il y a une variabilité marquée des résultats EEG intercritiques, allant de pointes normales à des pointes multifocales, qui changent également de manière significative dans les EEG en série. Les pointes occipitales sont courantes mais ne sont pas nécessaires au diagnostic. Les pointes frontales ou centrotemporales peuvent être la seule anomalie. Les décharges généralisées peuvent se produire seules ou avec des pointes focales. Quelques enfants ont un EEG toujours normal, y compris lors d'un EEG de sommeil. Les anomalies EEG peuvent persister pendant de nombreuses années après la rémission clinique. Inversement, des pointes peuvent apparaître une seule fois dans les EEG successifs. Des séries d'EEG du même enfant peuvent présenter toutes les variations ci-dessus, de normales à très anormales. Les anomalies EEG ne semblent pas déterminer les manifestations cliniques, la durée, la gravité et la fréquence des crises ou du pronostic.
Il y a maintenant des rapports significatifs d'EEG critiques dans 20 cas, qui documentent objectivement les crises de syndrome de Panayiotopoulos et leur localisation variable au début. Toutes ces crises enregistrées se sont produites pendant que les enfants dormaient. Le début de la décharge électrique critique était principalement occipital (7 cas) ou frontal (7 cas) et consistait en une activité thêta ou delta décélérée monomorphe rythmique avec de petites pointes. La première manifestation clinique qui est apparue longtemps (1 à 10 minutes) après le début électrique, consistait généralement à l'ouverture des yeux comme si les enfants se réveillaient du sommeil. À ce stade, les enfants ont généralement répondu, souvent correctement, à des questions simples. À de nombreuses reprises, la tachycardie a été le premier signe objectif lorsque l'ECG était enregistré. Les vomissements étaient un symptôme critique courant survenant à n'importe quel stade des crises, mais pas en tant que première manifestation clinique. Les crises associées aux vomissements n'avaient pas de localisation ni de latéralisation particulières. Les vomissements se sont produits principalement lorsque les décharges critiques étaient plus diffuses que localisées. Parfois, seuls des haut-le cœur sans vomissements se sont produits et, à quelques reprises, des vomissements ne se sont pas produits. Les autres manifestations neurovégétatives comprenaient la mydriase, la pâleur, la cyanose, la tachypnée, l'hypersalivation et la transpiration à divers stades de l'ictus. Parmi les manifestations non dysautonomiques, une déviation du regard vers la droite ou la gauche s'est produite avant ou après le vomissement sans localisation EEG apparente, cette déviation était présente dans les crises à partir des régions occipitales ou frontales.
Magnétoencéphalographie (MEG). La nature multifocale de l'épileptogénicité dans le syndrome de Panayiotopoulos a également été documentée par MEG, cela a permis de montrer que les principales zones épileptogènes se trouvent le long des sillons pariéto-occipitaux, de la scissure calcarine ou des sillons centraux (rolandiques). Les patients avec des pointes frontales étaient significativement plus âgés que les patients avec des pointes sur les sillons rolandiques, pariétooccipitaux ou calcariens. Le suivi MEG a démontré une localisation changeante ou la disparition des pointes MEG,.

### Cas illustratifs
Dans une présentation typique du syndrome de Panayiotopoulos, l'enfant a l'air pâle, vomit et est pleinement conscient, capable de parler et de comprendre mais se plaint de «se sentir malade». Les deux tiers des crises commencent dans le sommeil; l'enfant peut se réveiller avec des plaintes similaires alors qu'il est encore conscient ou bien vomir, conscient, confus ou inconscient. 
Cas 1. Une fille a eu deux crises au cours de son sommeil, à l'âge de 6 ans. Dans la première crise, elle a été trouvée en train de vomir vigoureusement, le regard portant sur un côté, pâle et ne répondant pas. Son état est resté inchangé pendant 3 heures avant de développer des convulsions tonico-cloniques généralisées. Elle s'est progressivement améliorée et le lendemain matin, son état était normal. La deuxième crise a eu lieu 4 mois plus tard. Elle s'est réveillée et a dit à sa mère qu'elle voulait vomir, puis a vomi. En quelques minutes, ses yeux se tournèrent vers la droite. Sa mère, qui était à sa gauche, a demandé : « Où suis-je ? » « Là, là » répondit l'enfant, en indiquant à droite. Dix minutes plus tard, elle a fermé les yeux et n'a plus répondu. Des convulsions généralisées se sont produites 1 heure après le début. Par la suite, elle a récupéré rapidement. Ses EEG ont montré des paroxysmes occipitaux, mais cela s'est normalisé à l'âge de 10 ans. La patiente a eu dans l'enfance des syncopes vasovagales peu fréquentes et/ou des crises d'épilepsie de type syncope. Au dernier contact avec elle, elle avait 29 ans et suivait une carrière professionnelle réussie. 
Cas 2. Ce cas illustre l'état de mal épileptique dysautonomique avec des troubles du comportement qu'il serait difficile d'attribuer à l'activité convulsive avant les événements critiques focaux moteurs. Un garçon sain de 6 ans a eu une crise à 4 ans alors qu'il voyageait dans un train avec ses parents qui ont décrit l'événement de façon vivante : « Il jouait joyeusement et posait des questions quand il a commencé à se plaindre qu'il se sentait malade, est devenu très pâle et calme. Il ne voulait ni boire ni manger. Progressivement, il devenait de plus en plus pâle, se plaignait de se sentir malade et devenait agité et effrayé. Dix minutes après le début, sa tête et ses yeux se tournèrent lentement vers la gauche. Les yeux étaient ouverts mais fixés dans le coin supérieur gauche. Nous l'avons appelé par son nom mais il ne répondait pas. Il était complètement parti. Nous avons essayé de bouger sa tête mais elle était fixée à gauche. Il n'y a pas eu de convulsions. Cela a duré encore 15 minutes, quand sa tête et ses yeux sont revenus à la normale et il avait l'air mieux, bien qu'il soit mou, avachi et vraiment pas là. À ce stade, il a vomi une fois. Dans l'ambulance, à environ 35 minutes du début, il n'était toujours pas conscient de ce qui se passait, bien qu'il ait pu répondre à des questions simples par oui ou par non. À l'hôpital, il a dormi pendant trois quarts d'heure et est progressivement revenu à lui, mais il lui a fallu encore une demi-heure avant de redevenir normal. » L'EEG a montré des paroxysmes occipitaux et l'IRM était normale. Un épisode prolongé similaire, précédé de changements de comportement, s'est produit 8 mois plus tard à l'école. Il n'a reçu aucun médicament. Depuis, il va bien. 
Cas 3. Ce cas illustre l'état de mal épileptique neurovégétatif avec des vomissements fréquents observés dès le début. Un garçon métis âgé de 8 ans a eu deux crises prolongées à l'âge de 5 ans. La première crise s'est produite lors d'une courte sieste. Il s'est réveillé et a marché en « secouant les pieds » vers sa mère, se plaignant de se sentir malade. En 2 à 3 minutes, ses yeux puis sa tête se sont tournés vers l'extrême droite. Sa mère se souvient : « Je lui ai demandé de me regarder, et il ne l'a pas fait. Si je déplaçais sa tête vers l'avant, elle retournerait vers la droite. En une minute, il a vomi et commencé à cligner des yeux, et il y avait aussi de minuscules secousses de son corps, de ses jambes et de ses bras qui ont duré une minute. Il est devenu insensible à tout ce que je lui ai dit. Il était alors rigide, et il s'endormit profondément comme dans le coma. À l'hôpital, il a continué à être dans cet état inconscient, se levant très souvent pour être malade et redescendant. Il n'a commencé à reprendre conscience ou à se rendre compte des gens autour que 3 heures plus tard. Il allait bien le lendemain matin et est rentré chez lui. » La deuxième crise a eu lieu six mois plus tard lors d'un voyage en ferry : « Il m'a dit qu'il se sentait malade, et en allant aux toilettes, ses yeux et sa tête se sont tournés vers la droite et il parlait hors contexte, puis il était malade. Je pensais qu'il avait une autre crise. Il était toujours capable de converser avec moi pendant et hors du sommeil. Il n'est pas devenu inconscient, mais il a été constamment malade pendant plusieurs heures. Au moment où nous sommes arrivés à l'hôpital 3 heures plus tard, il s'améliorait ; il semblait juste fatigué. Les médecins nous ont dit que cela était dû à la déshydratation, pour laquelle un traitement a été dispensé. Il était normal le lendemain matin. » L'EEG éveillé, pratiqué 1 mois après la première crise, a montré seulement un pic occipital gauche et un éventuel pic médian frontal. Un deuxième EEG à 8 ans a montré de rares pointes centrales, frontales et médianes pendant le sommeil. 
Cas 4. Ce cas illustre un état épileptique neurovégétatif pur avec des pointes EEG médianes et des crises rolandiques subséquentes avec des pointes centrotemporales. Un garçon de 9 ans est revenu un jour de l'école avec un air fatigué et pâle. Cinq minutes plus tard, il s'est plaint de maux de tête et est devenu agité et plus pâle. En 5 minutes, il a commencé à se cogner la tête contre le mur et est rapidement devenu inconscient et flasque « comme une poupée de chiffon », perdant urines et selles, les yeux grand ouverts et les pupilles considérablement dilatées. À ce stade, il a vomi vigoureusement. Cette affection a continué durant le trajet vers l'hôpital où il est arrivé en ambulance une demi-heure après le début. Trois heures plus tard, il était toujours confus, en partie inconscient, pâle et silencieux, et il a encore vomi. La récupération a commencé 4 heures après le début. Il n'a convulsé à aucun moment. Il était apyrétique et les autres fonctions autonomes étaient normales. Il a dormi et était tout à fait normal le lendemain matin, rentrant chez lui avec le diagnostic de « crise d'épilepsie ? migraine probablement atypique. » L'EEG avait des pointes médianes à l'électrode centrale médiane. À l'examen de suivi un an plus tard, il a eu deux crises rolandiques typiques et l'EEG a montré des pointes centro-temporales. Au dernier suivi à 11 ans, il allait bien sans autres crises.
Cas 5. Ce cas impliquait des crises se manifestant principalement par des crises d'épilepsie de type syncope sans vomissements. Un garçon de 7 ans a eu à partir de 5 ans environ 12 épisodes d'affaissement à l'école. Tous les épisodes étaient stéréotypés mais d'une durée variable de 2 à 35 minutes. En position debout ou assise, il s'est effondré vers l'avant et est tombé sur son bureau ou le sol et est devenu inconscient comme s'il était dans un « sommeil profond. » Il n'y a eu ni convulsions ni autres symptômes critiques ni postcritiques discernables. Quatre électroencéphalogrammes montraient régulièrement des pointes multifocales fréquentes prédominant dans les régions frontales. 
Cas 6. Ce cas illustre également les caractéristiques des crises d'épilepsie de type syncope ainsi que d'autres symptômes dysautonomiques variables (vomissements, anomalies respiratoires, pâleur, mydriase) dans le syndrome de Panayiotopoulos. Un garçon de 5 ans à l'âge de 13 mois s'est réveillé en vomissant abondamment, puis, alors qu'il était encore au lit, est devenu inconscient et flasque, avec une respiration superficielle, pendant 20 minutes. Plus tard dans la même nuit, il s'est réveillé, a vomi puis s'est effondré dans le bain. Il est resté flasque et n'a pas répondu pendant 1 heure, et sa mère, l'a décrit comme « plat » et pâle avec des pupilles dilatées non réactives. À l'âge de 20 mois, il s'est effondré sur le sol, pâle, sans réponse et flasque pendant environ 10 minutes. À une autre occasion, il a été retrouvé dans son lit sans réponse, amorphe et pâle pendant 5 minutes. La dernière crise a eu lieu à l'âge de 28 mois, en pépinière. Il est tombé par terre et est resté inconscient et flasque pendant 20 minutes, puis il s'est rapidement rétabli. Les EEG ont systématiquement montré des pointes multifocales à divers endroits du cerveau. L'évaluation cardiologique était normale.
Cas 7. Ce cas démontre que le syndrome de Panayiotopoulos peut également survenir avec des EEG intercritiques normaux. À l'âge de 2 ans, une fille avait un état épileptique dysautonomique pendant le sommeil. Cela a été caractérisé par une pâleur, une altération progressive de la conscience et des vomissements qui ont duré 45 minutes. Un deuxième épisode s'est produit après 11 mois, pendant le sommeil, et a consisté en une altération de la conscience, une hypotonie, une déviation des yeux vers la droite, une hypersalivation et des convulsions cloniques du côté droit. Il a cédé après 45 minutes avec du diazépam rectal. Un traitement par la carbamazépine a été instauré. Après 6 mois, elle a eu un troisième épisode similaire aux précédents, mais plus court. À l'âge de 4 ans et 9 mois, lors d'un EEG ambulatoire, elle a eu une autre crise dysautonomique avec des anomalies EEG critiques marquées, mais encore une fois, l'intercritique n'a montré aucun pic. La carbamazépine a été remplacée par du phénobarbital. Les 12 EEG intercritiques au cours de la période de crise active, 6 d'entre eux au cours du sommeil, étaient normaux. Au dernier suivi à l'âge de 16 ans, elle allait bien, scolarité sans soucis, sans médicaments et sans crise au cours des 11 dernières années. 
Cas 8. Ce cas illustre que les enfants atteints du syndrome de Panayiotopoulos peuvent être mal diagnostiqués et traités pour encéphalite. Ce garçon a eu une première crise à l'âge de 4 ans et 2 mois. Alors qu'il dormait sur les genoux de sa mère, il a soudainement vomi. Puis ses yeux regardèrent dans l'espace vers le haut, sa tête dévia vers la droite, son visage devint vert et il devint incontinent d'urine et de selles. La crise a duré 15 minutes et il n'y a pas eu de convulsions. L'échographie abdominale réalisée à cause des vomissements était normale. Une deuxième crise est survenue 16 mois plus tard à l'âge de 5 ans et 6 mois. Vers 10 heures du matin, il entra dans le salon, pâle et irritable. Il est tombé au sol et a développé des mouvements de contorsion, des bras et des jambes tremblants, une hypersalivation et une incontinence d'urine. Les convulsions ont cessé 15 minutes plus tard avec le diazépam intrarectal. Il a récupéré mais est resté très endormi. Il était fébrile ~38,5 °C. Il a été soigné dans un grand hôpital universitaire avec une trithérapie pour suspicion d'encéphalite, mais le troisième jour après son admission, cela a été arrêté et il a été renvoyé chez lui. La tomodensitométrie cérébrale, l'EEG et les analyses du liquide cérébrospinal (LCS) étaient normaux. Les EEG suivants ont montré des pointes occipitales et frontales peu fréquentes. Au suivi à l'âge de 7 ans, il était normal et n'avait subi aucune autre crise.

### Classification et nomenclature
Le syndrome de Panayiotopoulos est désormais le terme officiellement approuvé et retenu en nomenclature, pour ce syndrome, dans le nouveau rapport de la Ligue internationale contre l'épilepsie (ILAE) (en) établissant la classification, qui a abandonné un certain nombre de termes descriptifs précédemment utilisés tels que : l'épilepsie infantile bénigne à début précoce avec paroxysmes occipitaux, l'épilepsie infantile bénigne à début occipital, l'épilepsie infantile occipitale nocturne. Effectivement ces termes descriptifs ont été critiqués comme étant incorrects parce que, dans le syndrome de Panayiotopoulos : (1) les crises débutent principalement par des symptômes dysautonomiques, qui ne sont pas des manifestations du lobe occipital ; (2) parmi les symptômes occipitaux, seule la déviation des yeux peut provenir des régions occipitales, mais cela se produit rarement au début. Les symptômes visuels sont exceptionnels et ne sont pas cohérents dans les crises récurrentes ; (3) les pointes occipitales intercritiques peuvent ne jamais se produire ; (4) la magnétoencéphalographie peut montrer des dipôles de courant équivalents se regroupant dans les zones frontales ; (5) l'EEG percritique a documenté une implication variable des régions postérieures ou antérieures. 
« Une crise dysautonomique est une crise d'épilepsie caractérisée par une fonction neurovégétative modifiée, de tout type au début de la crise, ou dans laquelle les manifestations compatibles avec une fonction neurovégétative modifiée sont importantes (quantitativement dominantes ou cliniquement importantes) même si elles ne sont pas présentes au début de la crise. La fonction neurovégétative modifiée peut être objective ou subjective ou les deux. »
« L'état de mal épileptique dysautonomique est une crise neurovégétative qui dure plus de 30 minutes, ou une série de ces crises sur une période de 30 minutes sans récupération complète entre les crises. »

### Erreur diagnostique
Les caractéristiques cliniques distinctives, notamment les crises prolongées et l'ictus emeticus, facilitent le diagnostic du syndrome de Panayiotopoulos. Cependant, celles-ci sont souvent confondues avec celles d'affections non épileptiques telles que l'encéphalite aiguë, la syncope, la migraine, le syndrome des vomissements cycliques, le mal des transports, les troubles du sommeil ou la gastro-entérite. La conséquence en est un diagnostic erroné, évitable, une morbidité élevée et une prise en charge inadaptée, coûteuse. Les crises dysautonomiques et l'état de mal épileptique dysautonomique comme dans le syndrome de Panayiotopoulos n'ont pas été décrits dans d'autres syndromes épileptiques dans cette séquence, bien que 10 à 20 % des enfants ayant la même sémiologie des crises puissent avoir une pathologie cérébrale. Le problème majeur est de reconnaître les manifestations émétiques et autres manifestations dysautonomiques comme des événements épileptiques et de ne pas les rejeter ou de les considérer à tort comme non liées à l'ictus et caractéristiques de l'encéphalite, de la migraine, de la syncope ou de la gastro-entérite.

## Prise en charge
Un traitement prophylactique antiépileptique continu (TPAC) peut ne pas être nécessaire, en particulier pour les enfants avec seulement 1-2 crises ou des crises courtes. Au mieux, celui-ci doit probablement être réservé aux enfants dont les crises sont inhabituellement fréquentes, prolongées, pénibles ou perturbent de manière significative la vie de l'enfant. Il n'y a aucune preuve de supériorité de la monothérapie sur un TPAC classique particulier,.
L'état de mal épileptique dysautonomique au stade aigu nécessite une évaluation approfondie pour un diagnostic approprié et une évaluation de l'état neurologique / neurovégétatif de l'enfant. Les benzodiazépines « de secours » sont couramment utilisées pour y mettre fin. Un traitement agressif doit être évité en raison du risque de complications iatrogènes, y compris un arrêt cardiovasculaire. On craint que le lorazépam et/ou le diazépam par voie intraveineuse ne précipitent l’arrêt cardiovasculaire. Un traitement précoce administré par les proches est plus efficace qu'un traitement d'urgence tardif. Le midazolam par voie orale est probablement le médicament de premier choix pour l'arrêt de l'état de mal épileptique dysautonomique hors de l'hôpital, il doit être administré dès que l'enfant montre des signes d'apparition de ses crises neurovégétatives habituelles. 
L'éducation parentale sur le syndrome de Panayiotopoulos est la pierre angulaire d'une bonne prise en charge. L'effet traumatisant, parfois durable, sur les parents est important, en particulier parce que les crises dysautonomiques peuvent durer de nombreuses heures, aggravées par l'incertitude des médecins concernant le diagnostic, la prise en charge et le pronostic.

## Pronostic
Le syndrome de Panayiotopoulos est remarquablement bénin en termes d'évolution,,,,. Le risque de développer une épilepsie à l'âge adulte n'est probablement pas supérieur à celui de la population générale. La plupart des patients ont une ou deux à cinq crises. Seul un tiers des patients peut avoir plus de 5 crises, et celles-ci peuvent être fréquentes, mais l'issue est à nouveau favorable. Cependant, un cinquième des patients peuvent développer d'autres types de crises peu fréquentes, généralement rolandiques, pendant l'enfance et le début de l'adolescence. Celles-ci sont également liées à l'âge et résolues avant l'âge de 16 ans. Les évolutions atypiques avec absences et effondrements épileptiques sont exceptionnelles. Les enfants atteints de troubles neurocomportementaux préexistants ont tendance à être pharmacorésistants et à avoir des crises fréquentes, bien que celles-ci soient également réversibles avec l'âge. Une évaluation neuropsychologique formelle des enfants atteints du syndrome de Panayiotopoulos a montré que ces enfants ont un QI normal et qu'ils ne courent aucun risque significatif de développer des troubles cognitifs et comportementaux, qui, lorsqu'ils se produisent, sont généralement légers et réversibles. Le pronostic de la fonction cognitive est bon même pour les patients ayant des évolutions atypiques. Cependant, bien que le syndrome de Panayiotopoulos soit bénin en termes d'évolution, les crises dysautonomiques sont potentiellement mortelles dans le rare contexte d'un arrêt cardiorespiratoire.

## Épidémiologie
Le syndrome de Panayiotopoulos affecte probablement 13 % des enfants âgés de 3 à 6 ans qui ont eu une (ou plus) crise apyrétique et 6 % de ces enfants dans le groupe d'âge de 1 à 15 ans,. Toutes les origines ethniques et les deux sexes sont concernés. 

## Histoire
Chrysostomos (Tomis) P. Panayiotopoulos (en) a décrit ce syndrome et l'état épileptique dysautonomique propre à l'enfance à travers une étude prospective de 30 années qui a commencé en Grèce en 1975. Les publications initiales comprenaient des patients présentant des paroxysmes EEG occipitaux ou des pointes occipitales qui ont attiré l'attention principale, mais plus tard, il est devenu évident que les mêmes manifestations cliniques, et principalement des vomissements critiques, pouvaient se produire chez les enfants avec des pointes EEG extraoccipitales ou un EEG normal. 
Dans l'étude originale de Panayiotopoulos, des vomissements critiques ne sont survenus que chez 24 enfants sur 900 patients de tous âges souffrant de crises d'épilepsie Vingt et un étaient des enfants par ailleurs normaux (cas idiopathiques constituant ce qui est maintenant considéré comme le syndrome de Panayiotopoulos), et trois avaient des épilepsies symptomatiques. La moitié des crises ont été longues et ont duré plusieurs heures (état de mal épileptique dysautonomique). L'EEG des 21 cas idiopathiques a montré de grandes variations : 12 avaient des paroxysmes occipitaux ou des pointes isolées ou avec des pointes extraoccipitales, deux avaient des pointes centrales et des pointes géantes évoquées somesthésiques, deux avaient des pointes médianes, un avait des pointes frontales, 1 a eu de brèves décharges généralisées, et trois avaient un EEG toujours normal. Une attention ultérieure a été concentrée sur le groupe prédominant avec des pointes occipitales, qui a été établi comme « une épilepsie infantile bénigne à début précoce avec des paroxysmes occipitaux ». L'autre groupe de neuf enfants avec des pointes extraoccipitales ou des EEG normaux a été réévalué beaucoup plus tard, leurs manifestations cliniques et leurs résultats étaient similaires à ceux des patients présentant des pointes occipitales. Sur la base de ces résultats, il a été conclu que ces 21 enfants, malgré différentes manifestations EEG, souffraient de la même maladie, qui est maintenant désignée sous le nom de syndrome de Panayiotopoulos pour intégrer tous les cas indépendamment des localisations EEG. 
Cependant, il y avait un scepticisme initial et une résistance à ces résultats, y compris de la part d' épileptologues influents car, comme l'expliquent Ferrie et Livingston : « (a) les vomissements critiques avaient été considérés comme extrêmement rares et jusqu'à présent, ils étaient principalement décrits dans des séries neurochirurgicales de patients adultes. Chez les enfants, il n'était généralement pas considéré comme ayant une origine épileptique ; b) l'état de mal épileptique dysautonomique n'a pas été reconnu comme entité diagnostique, la proposition selon laquelle il pourrait s'agir d'une occurrence courante dans un trouble épileptique bénin remettait en question les concepts orthodoxes de l'état de mal épileptique ; c) cela impliquait que les pédiatres n'avaient pas réussi à diagnostiquer un nombre important d'enfants atteints d'épilepsie, en les étiquetant alors à tort comme ayant divers troubles non épileptiques tels que l'encéphalite, la syncope, la migraine, le syndrome des vomissements cycliques et la gastro-entérite ; (d) les résultats EEG caractéristiques suggéraient d'autres diagnostics. Les pointes occipitales suggéraient « une épilepsie infantile avec des paroxysmes occipitaux » de Gastaut, des pointes multifocales suggéraient des épilepsies symptomatiques de mauvais pronostic. »
La véracité des descriptions initiales de Panayiotopoulos a été confirmée au cours des deux dernières décennies par des études à grande échelle et à long terme en Europe, au Japon et en Amérique du Sud. La base de données publiée sur laquelle notre connaissance du syndrome de Panayotopoulos est désormais basée comprend plus de 800 cas de toutes origines, il existe peu de syndromes épileptiques mieux caractérisés. « Ce qui en ressort est un tableau clinique remarquablement uniforme et un diagnostic qui est remarquablement utile pour aider à prédire le pronostic et à dicter la prise en charge. »
L'état de mal épileptique dysautonomique est le type le plus courant de mal épileptique non fébrile chez les enfants par ailleurs normaux et a été évalué dans une déclaration de consensus.